# Fray Bartolomé de Las Casas
Fray Bartolomé de Las Casas ist ein Ort in Guatemala und Verwaltungssitz der gleichnamigen Großgemeinde (Municipio) im Departamento Alta Verapaz. In dem 1229 km² großen Municipio leben rund 50.000 Menschen, in Fray Bartolomé de Las Casas etwa 7.000. Der Ort und das Municipio sind nach dem spanischen Dominikaner-Bruder (Fray) Bartolomé de Las Casas benannt, der die Gegend im 16. Jahrhundert friedlich missionierte.

## Geographie
Fray Bartolomé de Las Casas liegt im nördlichen Tiefland von Alta Verapaz nahe der Grenze zum Nachbardepartamento Petén. Im Süden erreicht das Municipio in den Ausläufern der Sierra de Chamá 700 bis 800 m Höhe, nach Norden hin fällt es am Oberlauf des Río Sebol bis auf etwa 100 m ab. Das Klima ist tropisch heiß. Erst in den 1960er Jahren wurde durch staatliche Maßnahmen die hier grassierende Malaria eingedämmt.
Fray Bartolomé de Las Casas grenzt im Norden und Osten an die Gemeinden Sayaxché und San Luis in Petén, im Südosten an Chahal (Alta Verapaz), im Süden an Cahabón, im Südwesten an San Pedro Carchá und im Westen an das im Jahr 2008 gebildete Municipio Raxruhá (davor Chisec).

## Geschichte
Der Ort Fray Bartolomé de Las Casas entstand Anfang der 1960er Jahre im Zug eines landwirtschaftlichen Entwicklungsprojektes der Regierung wenige Kilometer östlich der Siedlung Sebol im unzugänglichen Norden von Alta Verapaz. Ursprünglich lebten hier fast nur Kekchí-Maya, die heute noch immer überwiegen. Die zahlreichen Zuwanderer stammen aus den verschiedensten Regionen und Maya-Volksgruppen Guatemalas, nur etwa 15 Prozent sind heute Ladinos. Der starke Bevölkerungszuwachs führte dazu, dass die Regierung in Guatemala-Stadt Fray Bartolomé de Las Casas am 3. Mai 1980 zum Municipio erhob. Das Gemeindegebiet wurde von den benachbarten Municipios Chahal und Cahabón herausgelöst. Die Großgemeinde Fray Bartolomé de Las Casas umfasst heute 21 Landgemeinden (Aldeas) (mit eigenen „Hilfsbürgermeistern“) mit insgesamt 78 Weilern.

## Wirtschaft und Verkehr
Fray Bartolomé de Las Casas ist einer der Orte, die vom Bau der Ost-West-Fernstraße Franja Transversal del Norte profitieren. Diese Transversale soll die sehr abgelegenen und unzugänglichen Gebiete im Norden der Departamentos Izabal, Alta Verapaz, Quiché und Huehuetenango besser erschließen. Der östliche Teil von Modesto Méndez (an der Grenze zu Belize) bis nach Chisec wurde schon vor etlichen Jahren gebaut (ab 1975), so dass Fray Bartolomé de Las Casas auf diesem Weg und über die Fernstraße CA 13 (Izabal-Petén) und die Atlantikfernstraße CA 9 mit den wichtigsten Wirtschaftszentren im Osten Guatemalas und mit Guatemala-Stadt (420 km) verbunden ist. Darüber hinaus führt wenige Kilometer westlich von Fray Bartolomé de Las Casas, bei Sebol, die teilweise schlecht ausgebaute und kurvige Nationalstraße 5 vorbei, eine sehr alte Nord-Süd-Verbindung von Petén über Cobán (112 km von Fray Bartolomé) nach Guatemala-Stadt (325 km). Bedeutendster Wirtschaftszweig ist bis heute die Land- und Forstwirtschaft. Trotz aller Bemühungen leidet das Municipio weiterhin an Unterentwicklung.